# Wojciech Rogalski

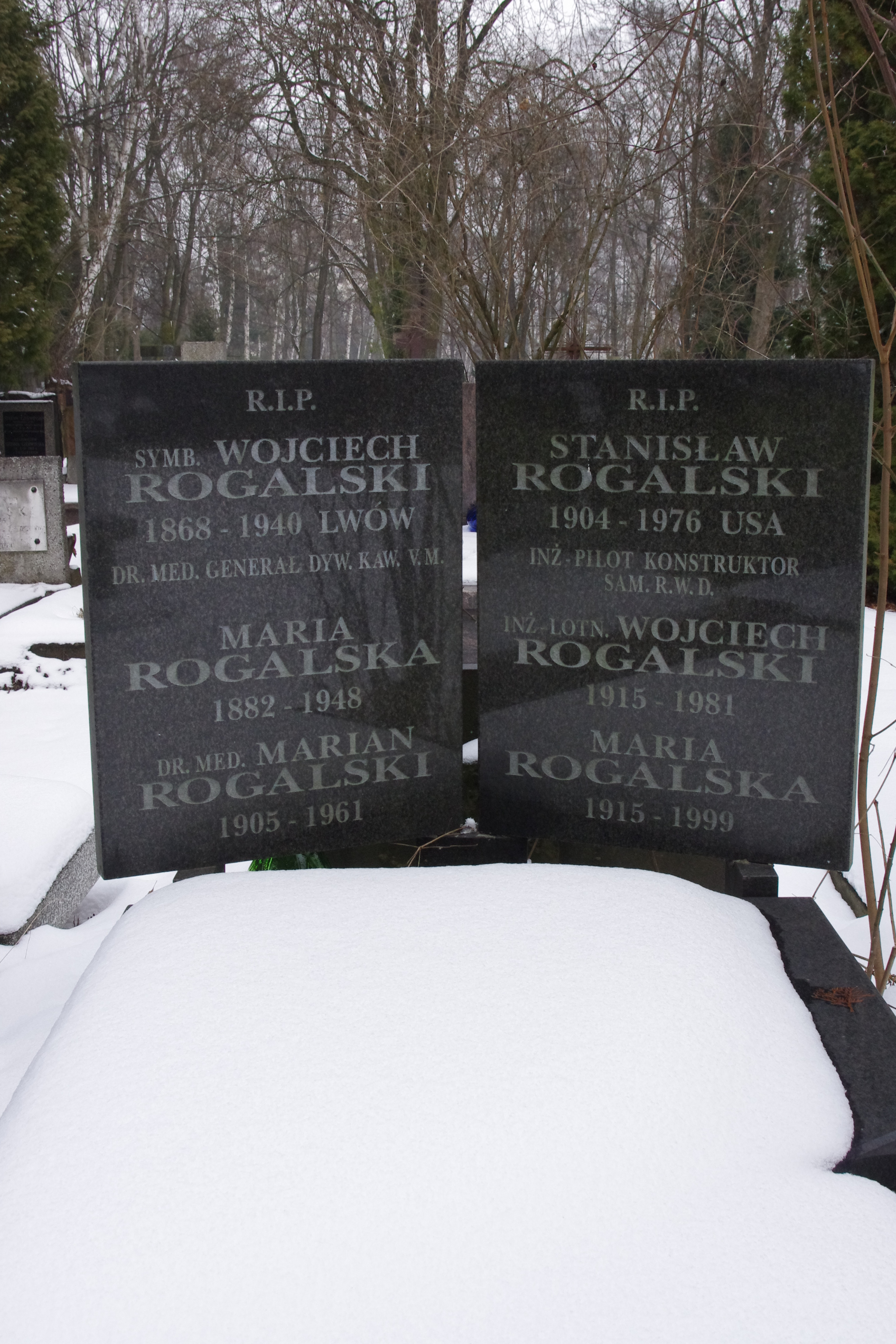
Symboliczny grób dr med. gen. dyw. Wojciecha Rogalskiego oraz jego synów dr med. Mariana Rogalskiego, konstruktora lotniczego Stanisława Rogalskiego i inż. mechaniki lotniczej Wojciecha Rogalskiego na Cmentarzu Wojskowym na Powązkach w Warszawie

Wojciech Rogalski vel Adalbert Ritter Rogalski von Puch (ur. 10 kwietnia 1868 w miejscowości  Skale, zamordowany został  przez NKWD w 1940 lub 1941 we Lwowie) – lekarz wojskowy, oficer cesarskiej i królewskiej armii i Legionów Polskich oraz tytularny generał dywizji Wojska Polskiego, kawaler Orderu Virtuti Militari.

## Życiorys
Urodził się w rodzinie ziemiańskiej Wojciecha i Antoniny ze Szczurowskich. Pierwsze nauki pobierał w Tarnopolu. Maturę zdał w 1888 w gimnazjum bernardyńskim we Lwowie. następnie studiował medycynę na Wydziale Lekarskim Uniwersytetu Jagiellońskiego. Po ukończeniu studiów i uzyskaniu w 1893 tytułu doktora n. medycznych wstąpił jako jednoroczny ochotnik do armii austriackiej, zostając lekarzem wojskowym w Szpitalu Garnizonowym nr 15 w Krakowie. Pozostał w wojsku. Od 1897 w stopniu kapitana, a od 1910 majora), był lekarzem w 56 pułku piechoty, stacjonującym w Wadowicach, gdzie m.in. prowadził kursy sanitarne dla członków Związku Strzeleckiego „Strzelec” i Polskiego Towarzystwa Gimnastycznego „Sokół”.
22 września 1914 został odkomenderowany do Legionów Polskich, gdzie pełnił funkcję szefa sanitarnego w Komendzie Legionów u boku gen. gen. Durskiego i Puchalskiego.
Szczególnie odznaczył się podczas walk, kiedy „pod Młotkowem osobiście kierował akcją opatrunkową, pomimo silnego ostrzału: w ofensywie lubelskiej i poleskiej wyróżniał się poświęceniem i odwagą”. Za te postawy 17 maja 1922 odznaczono go orderem wojskowym „Virtuti Militari" V klasy.
Od 1916 służył w Polskim Korpusie Posiłkowym. Po buncie korpusu przeciwko postanowieniom Traktatu brzeskiego został internowany w obozie Chust i potem – Marmarosz-Sziget na terenie ówczesnych Węgier. Mimo internowania władze austriackie awansowały go w 1918 na stopień starszego lekarza sztabowego 2. klasy (Oberstabsarzt 2. Kl.) z rangą podpułkownika. W tym samym roku oskarżono go jako poddanego austriackiego, który wziął udział w buncie legionistów, o zdradę stanu. Procesu jednak nie wszczęto i w rezultacie ponownie wcielono go do c.k. armii, a następnie wysłano na front włoski do oddziałów walczących nad rzeką Piawą.
Po zakończeniu I wojny światowej wstąpił w grudniu 1918 do Wojska Polskiego i wziął udział w wojnie polsko-bolszewickiej. 1 maja 1920 otrzymał rangę generała brygady. W 1921 objął funkcję komendanta Szpitala Ujazdowskiego w Warszawie. W tym samym roku został mianowany szefem sanitarnym Dowództwa Okręgu Korpusu nr I w Warszawie, a w 1924 objął funkcję inspektora wojskowych zakładów sanitarnych. W październiku 1925 został wyznaczony na stanowisko I inspektora wojskowej służby zdrowia.
5 lutego 1927 Prezydent RP mianował go generałem dywizji, wyłącznie z prawem do tytułu, z dniem przeniesienia w stan spoczynku – 30 kwietnia 1927.
Po przejściu na emeryturę otworzył prywatną praktykę lekarską w Warszawie. Do września 1939 mieszkał przy ul. Śmiałej 49. Agresja Niemiec na Polskę skłoniła go do wyjazdu do Lwowa. Po zajęciu miasta przez Armię Czerwoną został aresztowany przez Sowietów i osadzony w Brygidkach, więzieniu politycznym stworzonym w dawnym klasztorze sióstr Brygidek. W 1940 lub 1941 został w nim zamordowany przez NKWD.
Po zdobyciu Lwowa przez Wehrmacht 29 czerwca 1941 Niemcy znaleźli w Brygidkach ok. 3000 gnijących zwłok ludzkich, ułożonych w wielu warstwach w dawnych celach klasztornych. Zbrodnię tę następnie wykorzystała dla swoich celów propaganda goebbelsowska.
Zwłoki generała odkryto w masowym grobie. Rodzina wzniosła mu pomnik na Cmentarzu Wojskowym na Powązkach w Warszawie (kwatera A21-4-6).

## Życie prywatne
Rodzicami gen. Rogalskiego byli: Wojciech, pochodzący z galicyjskiej rodziny ziemiańskiej aptekarz, i Antonina z Szczurowskich. Jego żoną zaś była Maria z Dubskich. Miał z nią trzech synów: Stanisława (ur. 1904) – światowej sławy konstruktora lotniczego, Mariana (ur. 1905) – lekarza (miał gabinet w Alejach Jerozolimskich 101) i Wojciecha (ur. 1915) – inżyniera mechanika.

## Ordery i odznaczenia
- Krzyż Srebrny Orderu Wojskowego Virtuti Militari nr 7493[2] (17 maja 1922)[10][11]
- Krzyż Komandorski Orderu Odrodzenia Polski (2 maja 1923)[12][9][13][14]
- Krzyż Niepodległości (2 sierpnia 1931)[15][9]
- Krzyż Walecznych[9]
- Złoty Krzyż Zasługi (dwukrotnie: 19 marca 1937[16][17], 5 lipca 1939[18])
- Kawaler Orderu Franciszka Józefa z deokracją wojenną (Austro-Węgry)[19]
- Brązowy Medal Zasługi Wojskowej na wstędze Krzyża Wojskowego (Austro-Węgry)[19]
- Medal Jubileuszowy Pamiątkowy dla Sił Zbrojnych i Żandarmerii (Austro-Węgry)[19]
- Krzyż Jubileuszowy Wojskowy[19]
- Krzyż Pamiątkowy Mobilizacji 1912–1913[19]